# Tablinum

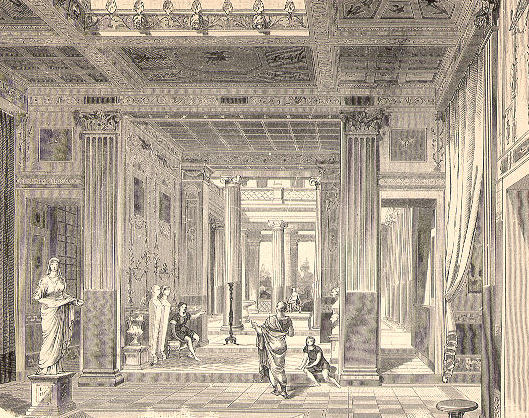
Ilustración de casa pompeyana con vista desde el atrium al tablinum con el peristilo detrás.

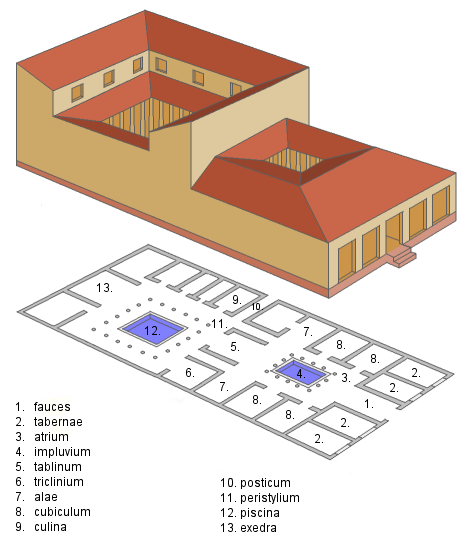
Esquema de una casa romana con el tablinum en el número 5.

En arquitectura romana, un tablinum o tabulinum (que proviene de tabula, tabla) era una sala generalmente situada al fondo del atrium y opuesta al vestíbulo de la entrada, entre las alae; abierta a la parte trasera del peristilo, mediante una gran ventana o con una antesala, celosía o cortina.
Era originalmente una estancia de la vivienda etrusca que pasaría después al mundo romano. Muchas tumbas de la necrópolis de la Banditaccia desvelan los detalles de la sala, en miniatura, como ventanas, puertas o tímpano.
Cuando el tablinum estaba separado del atrium por una cortina, normalmente estaba separada del jardín adosado por un tabique de madera, que solía retirarse durante el buen tiempo. A veces, para evitar que el tablinum se convirtiese en una estancia de paso, la comunicación entre el atrium y el peristylium se hacía a través de un corredor llamado andron. Sobre él se situaba el cenaculum (comedor de diario de la familia). 
El tablinum era la "oficina" en una casa romana, el centro de recepción y trabajo del pater familias para los negocios, donde recibiría a sus clientes. Era originalmente el dormitorio principal, pero a partir de la época helenística, se convirtió en la estancia más importante de la casa como oficina principal y sala abovedada de recepción para el señor de la casa. Para impresionar a los visitantes o clientes, se cuidaba especialmente su decoración, con las paredes  ricamente cubiertas con frescos, con bustos de la familia sobre pedestales a ambos lados de la sala y con lujoso mobiliario.
La habitación guardaba también los documentos y recuerdos de la familia: objetos, retratos de los antepasados o estatuas que se reunían en torno a un altar doméstico llamado lararium. También era el lugar donde el dominus trabajaba, escribía e impartía las órdenes.
Para Vitrubio, la sala debía tener el doble de longitud que de anchura y su altura podría ser la mitad de la suma de la longitud y la anchura, a no ser que sea cuadrada, en cuyo caso, la altura será vez y media 
la longitud del lado.